# De re publica

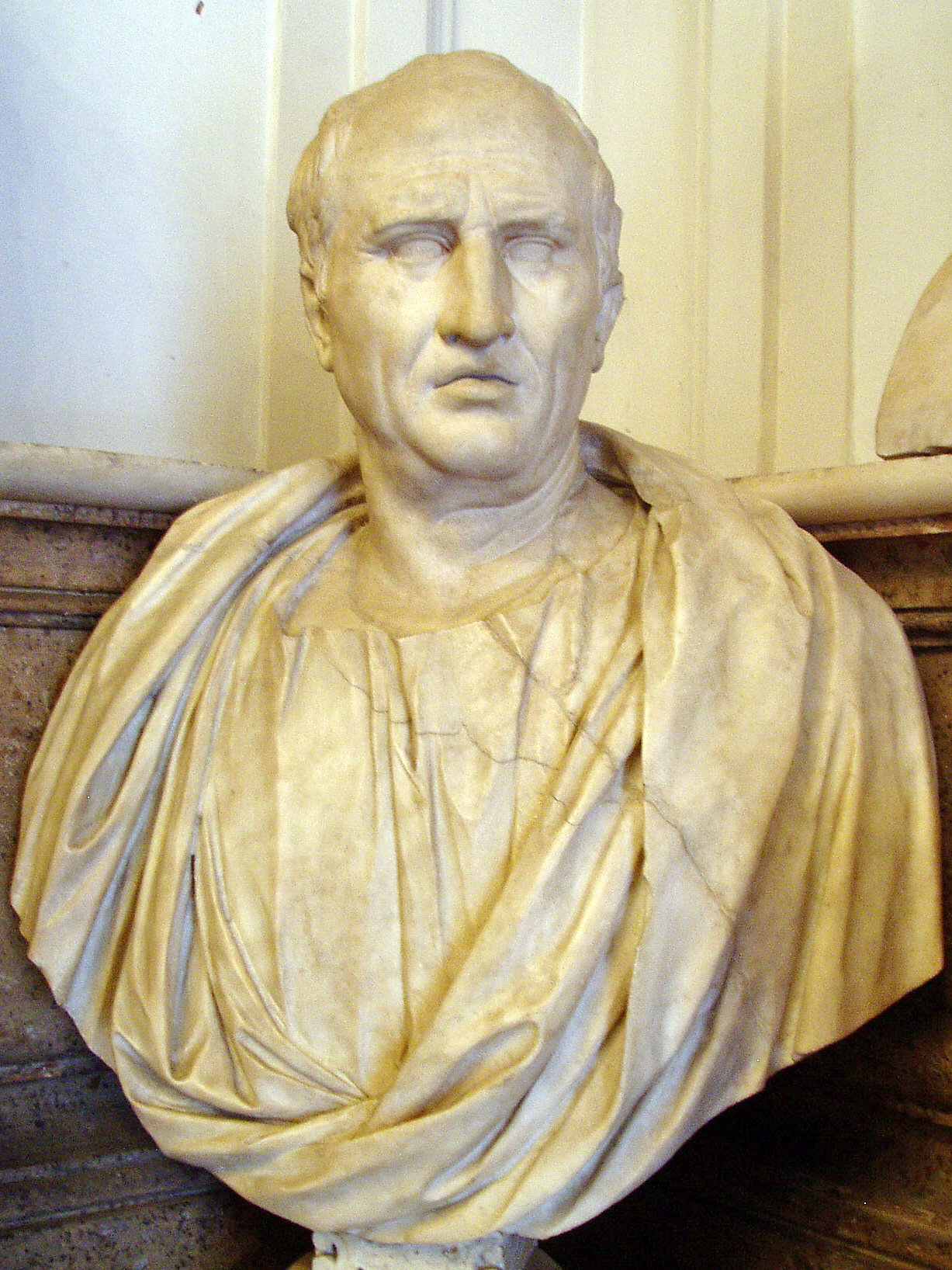
Busto de Cícero, autor de De re publica

De re publica é um diálogo sobre a política romana de Cícero, escrito em seis livros entre 54 e 51 a.C. A obra não sobrevive em estado completo e faltam grandes partes. As seções sobreviventes derivam de trechos preservados em obras posteriores e de um palimpsesto incompleto descoberto em 1819. Cícero usa a obra para explicar a teoria constitucional romana. Escrito à imitação da República de Platão, assume a forma de um diálogo socrático no qual Cipião Emiliano assume o papel de um velho sábio.
A obra examina o tipo de governo que se estabeleceu em Roma desde os reis, e que foi contestado, entre outros, por Júlio César. O desenvolvimento da constituição é explicado e Cícero explora os diferentes tipos de constituições e os papéis desempenhados pelos cidadãos no governo. A obra também é conhecida pelo O Sonho de Cipião, uma visão fictícia do sexto livro.

## Título
Embora a versão latina do título desta obra já seja dada em duas versões (De re publica e De Republica), dependendo da fonte, a tradução do título desta obra apresenta ainda mais variantes, muitas vezes baseadas na escolha do tradutor: a expressão "res publica" (que aparece no título desta obra) é notoriamente difícil de traduzir. Seu cognato moderno em português, república, (também termos semelhantes em muitos outros idiomas) adquiriu conotações bastante diferentes do significado original em latim (res publica= mais literalmente "o assunto público"), tornando o termo aqui problemático, se não totalmente anacrônico em suas implicações. Devido às dificuldades que o título oferece, não há consenso geral sobre a melhor forma de manter o sentido do latim na tradução do título. É útil notar que Cícero quase certamente tinha em mente o título do célebre diálogo de Platão, República (grego: Πολιτεία, Politeia) ao nomear seu diálogo. Embora o diálogo de Platão seja frequentemente traduzido como República, politeia é traduzido mais literalmente como "constituição", "regime" ou "configuração", e a longa tradição de chamar o diálogo de República pode ser atribuído ao próprio tratado e tratamento de Cícero em latim.

## Definição e dramatis personæ
De re publica tem o formato de um diálogo socrático em que Cipião Emiliano (falecido mais de vinte anos antes do nascimento de Cícero, 270 anos após a morte de Sócrates) assume o papel de um velho sábio — característica típica do gênero. O tratado de Cícero foi politicamente controverso: ao escolher o formato de um diálogo filosófico, ele evitou nomear diretamente seus adversários políticos. Ao empregar vários oradores para levantar opiniões divergentes, Cícero não apenas permaneceu fiel ao seu método cético favorito de colocar argumentos opostos uns contra os outros (ver, por exemplo, Carneades), mas também tornou mais difícil para seus adversários questioná-lo sobre o que ele havia escrito.

### Definindo
O diálogo é retratado como ocorrendo na propriedade de Cipião, durante três dias consecutivos. Cada dia é descrito em dois livros, com uma introdução de Cícero precedendo o diálogo de cada livro. Grande parte do último livro (o sexto) é tomada por Cipião contando um sonho que teve: esta passagem é conhecida como Somnium Scipionis, ou "sonho de Cipião".

### Participantes
Em ordem alfabética:
- Fannius, Gaius: Cônsul em 122 a.C. Seguidor do estoicismo, historiador e orador. Genro de Laelius.
- Laelius, Gaius: Amigo íntimo e associado de Cipião, cônsul em 140 a.C., promotor do estudo da literatura e da filosofia.
- Manilius, Manius: Cônsul em 149 a.C. Historiador e jurista.
- Mucius Scaevola, Quintus: Estudioso jurídico e patrono do jovem Cícero. Genro de Laelius.
- Mummius, Spurius: satírico e extremo defensor dos interesses óptimos. Irmão de Lúcio Múmio.
- Philus, Lucius Furius: Cônsul 136 a.C., orador.
- Rutilius Rufus, Publius: Político admirado por sua honestidade, dedicado ao estoicismo.
- Scipio Aemilianus Africanus, P. Cornelius: Famoso líder militar e político 149–129 a.C. Capturou e destruiu Cartago em 146 a.C. Ordem restaurada após o assassinato de Tibério Graco em 133 a.C. e mediada entre as facções políticas. Morreu repentina e misteriosamente em 129 a.C.
- Tubero, Quintus Aelius: sobrinho de Cipião, tribuno c. 129 a.C. Estudioso do direito dedicado ao estoicismo.

Como mostra uma carta a seu irmão Quintus (datada de novembro de 54 a.C.), Cícero quase reformulou toda a obra para substituir esses personagens por ele e seus amigos. Cícero mostrou um rascunho inicial do tratado a um amigo chamado Salústio. No entanto, Sallustius imediatamente recomendou que Cícero redesenhasse a obra a fim de colocá-la em seu próprio tempo, e substituísse o próprio Cícero por Cipião Emiliano: 'pois ele apontou que esses assuntos poderiam ser tratados com muito mais autoridade se eu falasse da República em minha própria pessoa'. Cícero foi convencido pelos argumentos de Salústio e deixa claro na carta a Quinto que pretendia realizar essa reformulação. No entanto, ele deve ter mudado de ideia logo depois, já que o tratado que sobreviveu ainda se passa na época de Cipião Emiliano.

## Conteúdo
Além dos filósofos gregos mencionados acima, Políbio também foi uma importante fonte de inspiração para as visões políticas de Cícero. Como nem todo o trabalho sobreviveu, parte do conteúdo é deduzido de referências de outros autores antigos:
- Livro Um: Contém uma discussão entre os protagonistas da situação política de seu tempo. O tema do trabalho é apresentado e alguns comentários são feitos sobre a teoria das constituições.
- Livro Dois: Um esboço da história romana e o desenvolvimento da constituição.
- Livro Três: O papel da justiça no governo é examinado, assim como os diferentes tipos de constituições.
- Livro Quatro: Um discurso sobre a educação.
- Livro Cinco: Os personagens conversam sobre as qualidades do cidadão ideal no governo.
- Livro Seis: Pouco deste livro sobreviveu, exceto o Somnium Scipionis, que funciona como a conclusão do trabalho.

## Estilo
Cícero editou cuidadosamente De re publica para alcançar um estilo exaltado. Cícero usou várias expressões arcaicas no tratado, embora não tivesse apoiado um movimento arcaístico na literatura latina. As causas foram a fixação do De re publica no passado e a discussão de questões históricas e legais. Suas obras posteriores contêm menos palavras arcaicas, mas mais neologismos. Palavras arcaísticas em De re publica são distribuídas irregularmente. Entre os volumes sobreviventes, a frequência de palavras antiquadas no Livro II dedicado a questões históricas é duas vezes maior em comparação com o Livro I, onde são discutidas questões teóricas. Cícero tentou emular a fala dos participantes do diálogo reconstruindo vários aspectos da linguagem falada da era Cipiônica. O tratado tem outras características estilísticas: um grande número de antíteses em relação a outras obras filosóficas e elementos da gramática arcaica, ainda em uso na língua oficial, mas completamente ultrapassados em discursos públicos.

## História do texto

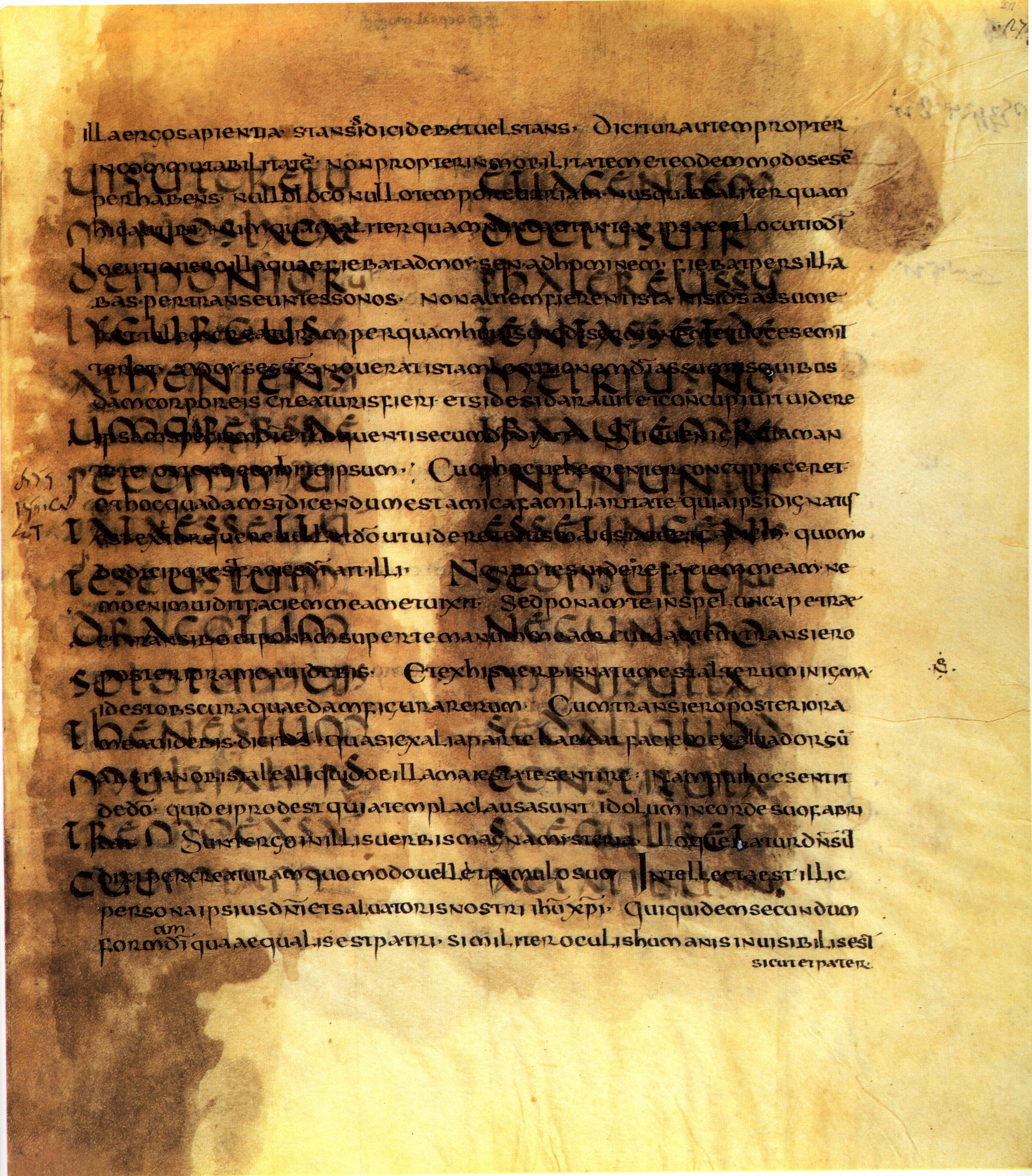
Palimpsesto do Vaticano contendo De re publica

Grandes partes do texto estão faltando: especialmente do 4º e 5º livro, apenas fragmentos menores sobreviveram. Todos os outros livros têm pelo menos algumas passagens faltando. O sonho de Cipião, que é apenas uma parte do 6º livro, é quase tudo o que resta desse livro. O Somnium Scipionis, como é conhecido, sobrevive porque foi objeto de um comentário de Macrobius, que extraiu grandes porções; tanto ele quanto seus leitores na Idade Média e na Renascença estavam interessados principalmente em sua discussão sobre astrologia e astronomia, especialmente devido à perda do restante do livro. Um copista empreendedor no início da tradição textual anexou uma cópia do Somniuma uma cópia do Comentário de Macrobius, mas esta cópia parece ser inferior à que Macrobius estava lendo. Este texto tornou-se tão popular que sua transmissão foi poluída por múltiplas cópias; tem sido impossível estabelecer um stemma para isso.
A maior parte do texto sobrevivente foi descoberta como um palimpsesto em 1819 em um manuscrito da Biblioteca do Vaticano (Vat Lat 5757) de uma obra de Agostinho e publicado em 1822. Antes dessa data, o sonho de Cipião era o único trecho maior do texto conhecido. ter sobrevivido à Idade Média. Os outros fragmentos são principalmente citações encontradas na obra de outros autores (por exemplo, Agostinho e Nonius Marcellus). Através da discussão desses outros autores do tratado de Cícero, os principais tópicos de cada livro podem ser conjecturados.
A descoberta em 1819 pelo cardeal Angelo Mai foi uma das primeiras grandes recuperações de um texto antigo de um palimpsesto e, embora as técnicas de Mai fossem grosseiras em comparação com as de estudiosos posteriores, sua descoberta de De Republica anunciou uma nova era de redescoberta e o inspirou. e outros estudiosos de seu tempo para buscar mais palimpsestos.
Uma cópia foi publicada no século XIX pela biblioteca do Vaticano, e uma transcrição está disponível em 1908 Supplementary Proceedings of the American School of Rome. A incerteza continua sobre várias corrupções no texto que afetam dados importantes, como a estrutura e o tamanho da Comitia Centuriata no início de Roma, conforme descrito por Cipião no Livro II. Outra área chave de debate é a mão corretiva presente em Vat Lat 5757; alguns estudiosos acreditam que a mão corretiva era um copista mais habilidoso, talvez um supervisor, que tinha acesso ao mesmo texto que o copista e estava corrigindo o primeiro trabalho; outros concluíram que a mão corretiva teve acesso a uma versão diferente do texto.
É importante notar que, em uma carta ao amigo Ático, Cícero pede que ele faça uma correção na cópia do De Republica que Cícero lhe enviou. Esta correção não está presente na versão Vat Lat 5757 do texto.

## Citações
- Essa liberdade excessiva logo leva o povo, coletiva e individualmente, a uma servidão excessiva. (Latim: Nimiaque illa libertas et populis et privatis in nimiam servitutem cadit ) (I, 68)

## Texto

### Texto em inglês
- Cicero: On Friendship and The Dream of Scipio by J. Powell (1990) Wiltshire: Aris & Phillips Ltd
- Cicero: De Re Publica ed. J. E. G. Zetzel (1995) Cambridge: Cambridge UP
- Cicero: On the Commonwealth and On the Laws ed. and trans. J. E. G. Zetzel (1999) Cambridge: Cambridge UP
- Cicero: The Republic and The Laws ed. e trans. N. Rudd (1998) Nova York: Oxford UP